# Photos interdites
Pour plus de détails, voir Fiche technique et Distribution.
Photos interdites (Striking Poses) est un film américain réalisé par Gail Harvey en 1999.

## Synopsis
La riche photographe Gage Sullivan, devenue paparazzi pour se faire de l'argent, est elle-même harcelée et photographiée par un inconnu. L'affaire l'inquiète au point qu'elle engage les services d'un « ange gardien », Nick Angel, et fait renforcer la sécurité de sa maison. Son assistante, Casey Roper, disparaît, et Gage reçoit des photos de son meurtre. A l'insu de son garde du corps, elle engage un tueur, Gadger, pour se venger. Parallèlement, elle se rapproche de Nick et ils deviennent presque intimes, mais il est assassiné sous ses yeux par Gadger. Valerie et Linus, deux agents du FBI, mènent l'enquête.

## Fiche technique
- Titre français : Photos interdites ou La cible
- Titre anglais : Striking Poses
- Scénario : Michael Stokes
- Production : Bora Bulajic, George Flak, Richard O. Lowry pour Film Link Production
- Musique : Varouje
- Photographie : Ludek Bogner
- Durée : 93 min
- Pays :  États-Unis
- Langue : anglais
- Couleur : Color
- Son : Stéréo

## Distribution
- Shannen Doherty (VF : Anne Rondeleux) : Gage Sullivan
- Joseph Griffin (VF : Bruno Choël) : Nick Angel
- Tamara Gorski (VF : Rafaèle Moutier) : Casey Roper
- Aidan Devine (VF : Michel Vigné) : Gadger/harceleur
- Colm Feore : Linus
- Diane D'Aquila (VF : Jocelyne Darche) : Valerie
- Sean Hewitt : Major
- Markus Parilo (VF : Michel Modo): agent Ramirez
- Gina Sorell (VF : Odile Schmitt): agent féminin Kirk
- Janet-Laine Green (VF : Odile Schmitt): April Indigo